# Georg Wecker
Pour les articles homonymes, voir Wecker.
Georg Wecker (aussi transcrit Weckhardt) est un artisan allemand tourneur d'ivoire de la cour du prince-électeur Auguste Ier de Saxe à la fin du XVIe siècle.
Né à Munich, il vient d’une famille d’artisans tourneurs de bois.
À partir de 1578, il obtient un contrat permanent à la cour de Dresde. Un grand nombre de ses œuvres, des colonnes en ivoire ciselées, produites entre 1581 à 1589, se retrouve au Grünes Gewölbe, le trésor royal saxon. Il est connu pour avoir produit des boules de Canton.